# Mühle-Pinsel

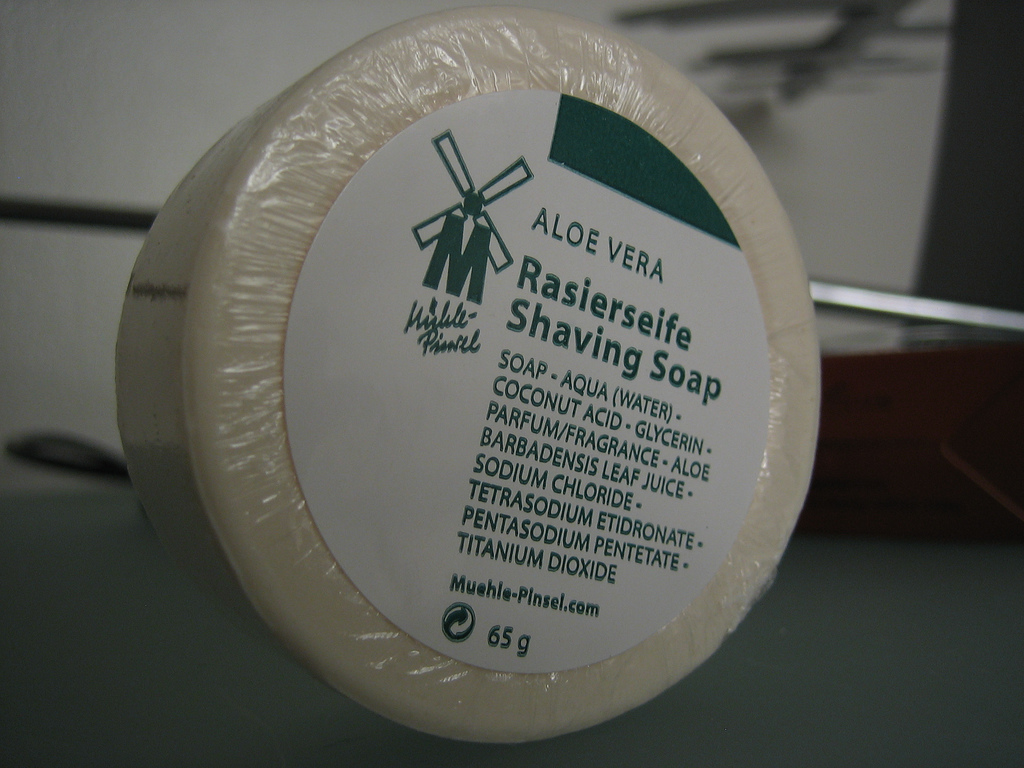
Jabón para afeitar de aloe vera de Mühle.

Mühle-Pinsel (o simplemente  Mühle) es una empresa alemana con sede en Stützengrün que se dedica a la fabricación de equipo de lujo para el afeitado incluyendo brochas, maquinillas (rastrillos), cremas y jabones. Cuenta además con un boletín informativo en línea: Der Rasier-Spiegel (en español, el espejo del afeitado).

## Historia
Mühle inició su fabricación de brochas de afeitar al fin de la Segunda Guerra Mundial en 1945, en Stützengrün. Las primeras brochas se fabricaron en un modesto lavedero, y un anillo que tenía grabada la figura de un molino (en alemán Mühle) sirvió para darle un pequeño adorno para las brochas. Desde entonces la compañía se ha desarrollado y expandido ampliamente.
Durante los años del milagro alemán, los productos lujosos para afeitarse volvieron a la moda. Alrededor de 1950, surgió incluso la idea de fabricar una brocha de afeitar con un mango de madre-perla.
Hoy en día, Hans-Jürgen Müller GmbH & Co. KG es una empresa innovadora y eficiente que combina habilidad industrial con habilidad artesanal. Hoy en día es un fabricante a nivel mundial que produce una amplia gama de lujo de productos para el afeitado.

## Marcas asociadas
Las marcas asociadas con Mühle-Pinsel incluyen:
- Edwin Jagger (Inglaterra)
- Baxter of California (Estados Unidos)
- Geo.F. Trumper (Inglaterra)
- D. R. Harris & Co. (Inglaterra)
- Proraso (Italia)
- hjm (Alemania)